# Adelheidsdorf
Adelheidsdorf ist eine Gemeinde in der Samtgemeinde Wathlingen im Landkreis Celle in Niedersachsen. Die Gemeinde hat 2705 Einwohner und erstreckt sich auf einer Fläche von 33,24 km².

## Geographie
Zur Gemeinde gehören neben der Ortschaft Adelheidsdorf die Ortsteile Dasselsbruch und Großmoor. Die Gemeinde liegt etwa 7 km südlich von Celle.

## Geschichte
Die Kolonie Adelheidsdorf wurde im Zuge der Besiedlung geeigneter Teile des Wietzenbruchs, einem vom Fluss Wietze durchzogenen Bruchwald, in den Jahren 1824 bis 1839 geschaffen. 16 Siedlungswillige aus weiten Teilen des Königreichs Hannover und aus Westfalen ließen sich „im Westerzeller Felde, an der Hannoverschen Straße“ nieder und wurden mittels sogenannter „Meierbriefe“ Eigentümer der Ländereien. Noch zu Beginn des 20. Jahrhunderts wurde mit Recht behauptet, dass in Adelheidsdorf „die Pfannkuchen nur auf einer Seite gebacken“ wurden. Die Kolonie erhielt 1831 den Namen nach Adelheid von Sachsen-Meiningen, der damaligen Königin von Hannover sowie von Großbritannien und Irland, nach der 1837 auch die südaustralische Hauptstadt Adelaide benannt wurde.
Bis 1834 besuchten die Kinder die Schule in Westercelle; zum Ende des Jahres wurde mit Ernst Quietmeyer, später in Hannover, ein eigener Lehrer in Adelheidsdorf angestellt.
Die Ortschaft Dasselsbruch entstand ab 1850, in Großmoor wurden 1915 die ersten drei Massivhäuser errichtet.
In Adelheidsdorf befindet sich seit 1975 die Hengstprüfungsanstalt des Niedersächsischen Landgestüts Celle.
Am 23. August 2009 wurden im Rahmen eines großen Straßen- und Dorffestes auf der alten Bundesstraße 3 die Fertigstellung des ersten Teils der Ostumgehung und die Umwandlung der B 3 in die Kreisstraße 84 gefeiert. 600 Meter der alten Straße waren zwischen Schule und dem Firmengelände Stankiewicz von zahlreichen Menschen bevölkert. Eigens zu diesem Anlass hatte man diesen Bereich für den Durchgangsverkehr gesperrt.
Die Grundschule Adelheidsdorf feierte am 12. September 2010 ein großes Fest aus Anlass ihres 75-jährigen Bestehens. Das am 12. August 1935 eingeweihte Gebäude erstrahlte nicht nur in neuem Anstrich; es präsentierte sich zudem ordentlich beschmückt und mit einem Schriftzug, der auf das besondere Ereignis hinwies: „Die Grundschule Adelheidsdorf im Herzen Europas“.

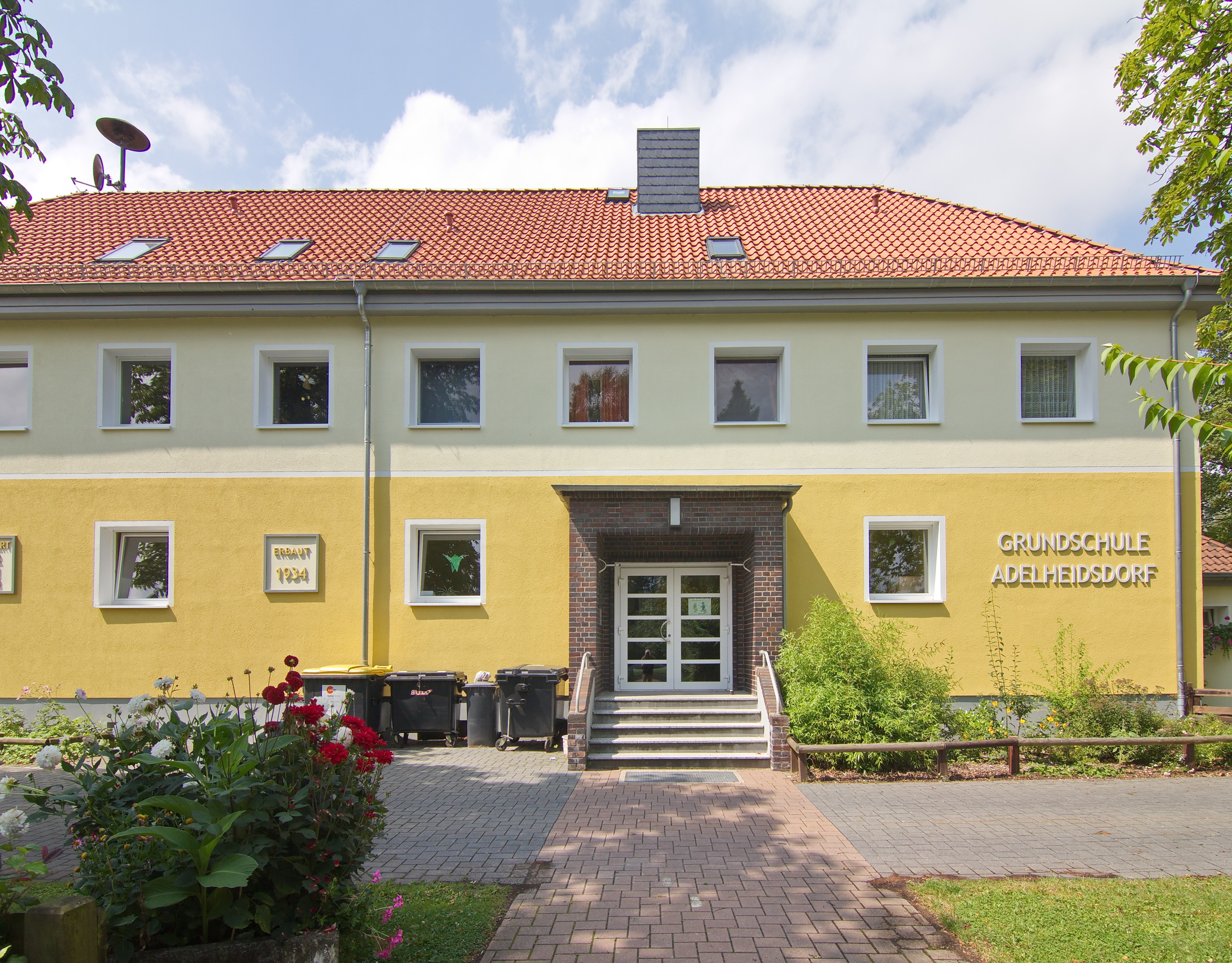
Grundschule Adelheidsdorf von 1934
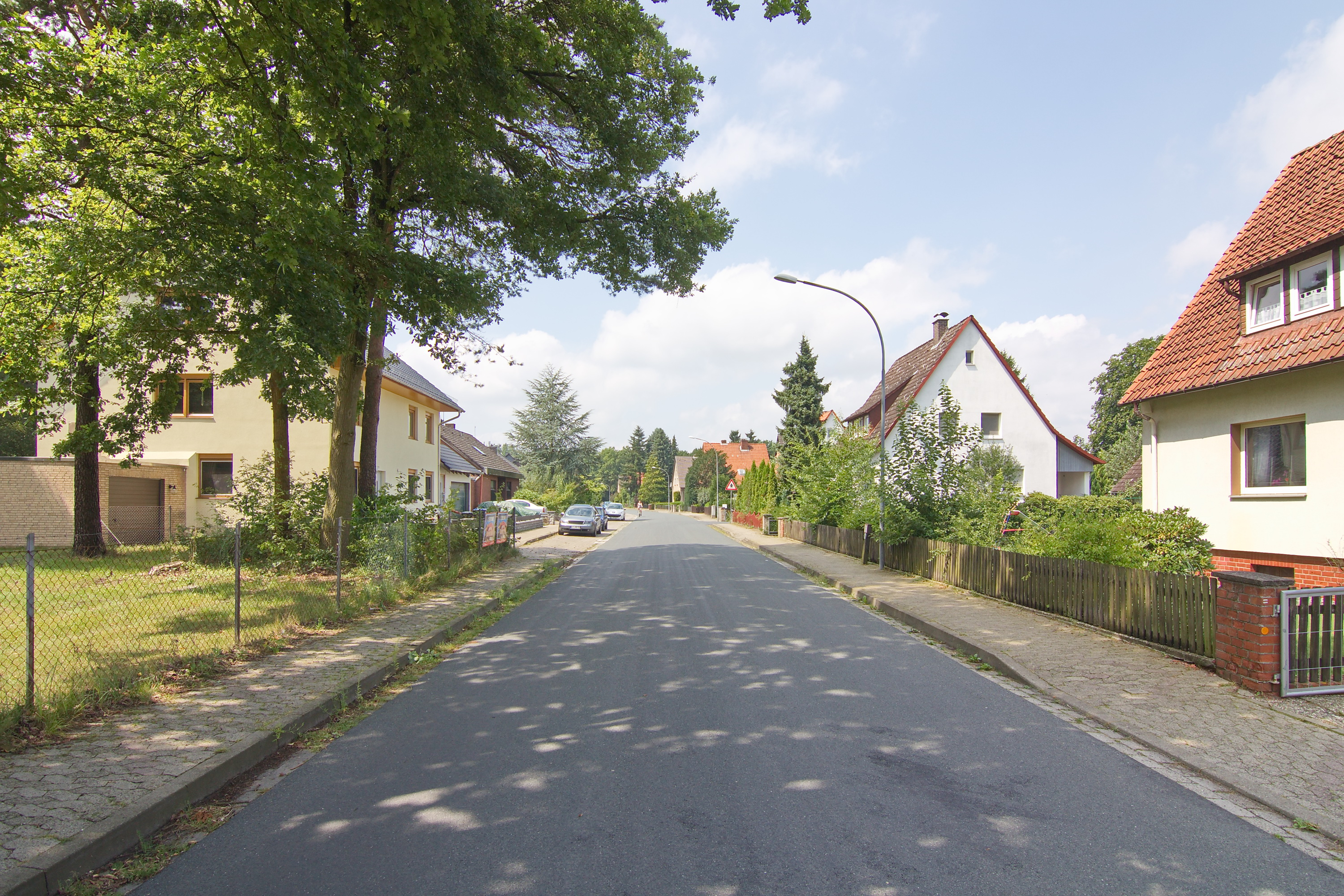
Schulstraße
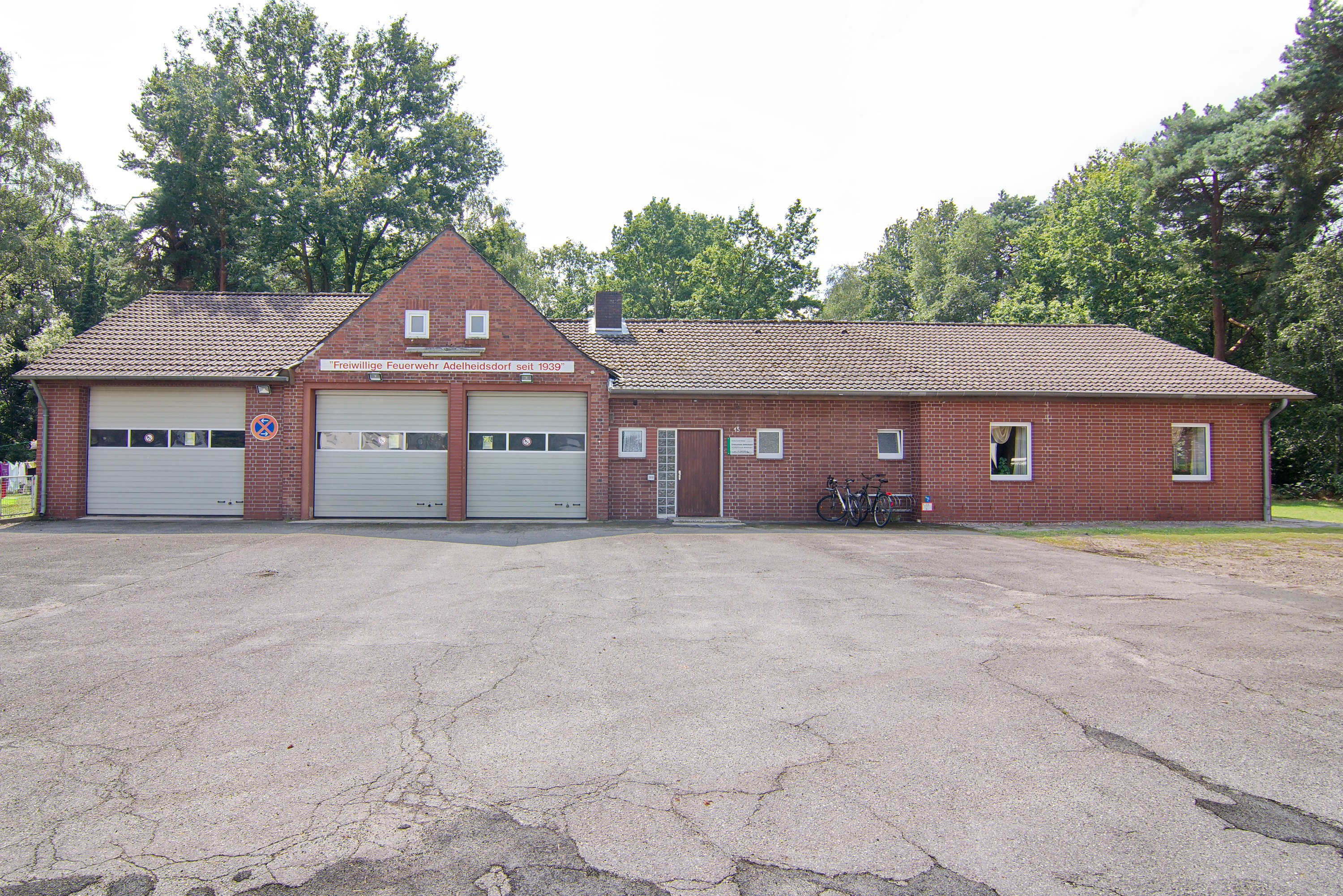
Gebäude der freiwilligen Feuerwehr im Ortsteil Adelheidsdorf
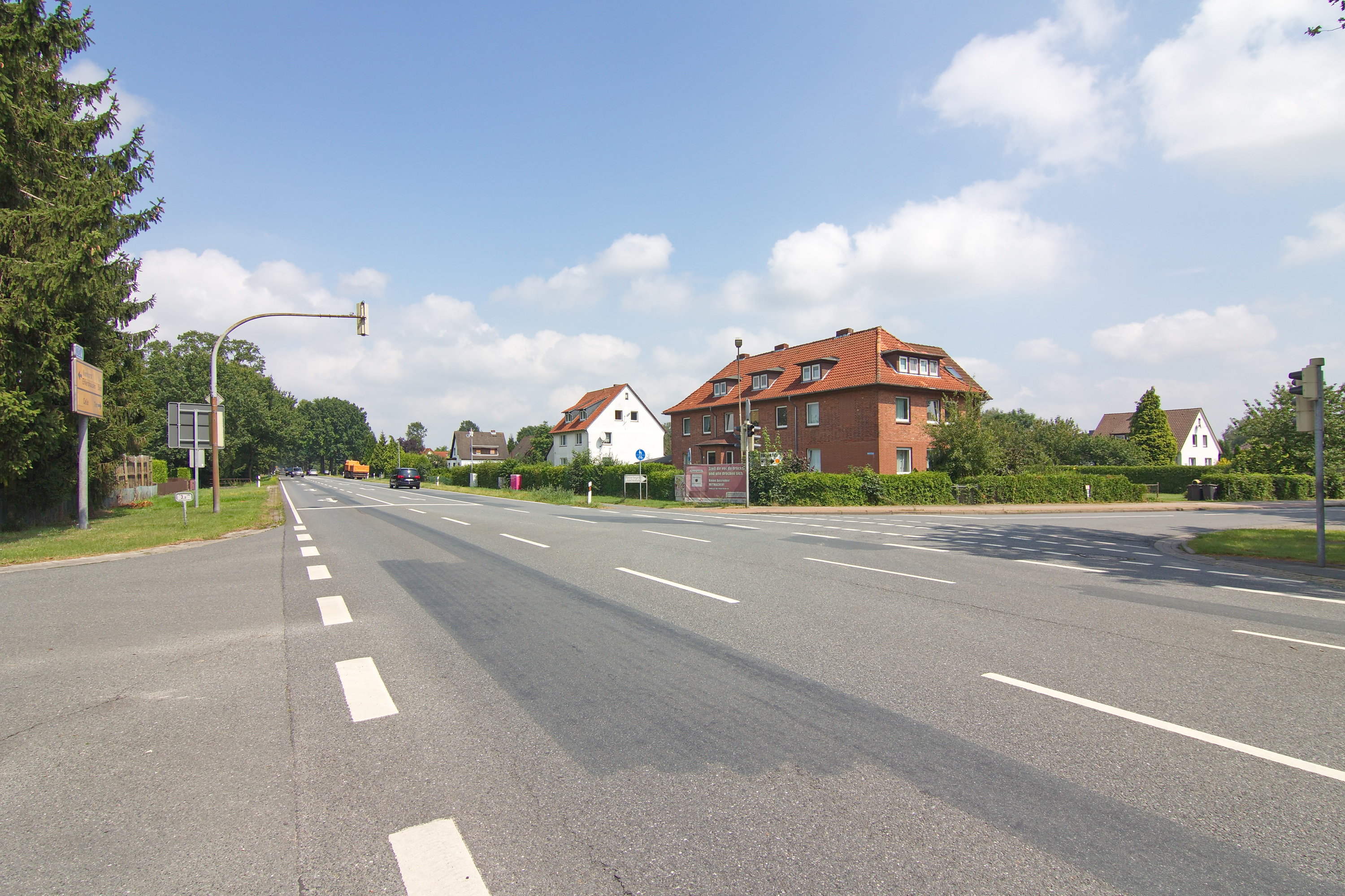
Blick auf die Hannoversche Straße

Am 1. Januar 1973 wurden die Gemeinde Großmoor und Teile der Gemeinde Westercelle (Gebiete südlich des Fuhsekanals) mit damals etwas mehr als 300 Einwohnern eingegliedert.

## Politik

### Gemeinderat
Der Rat der Gemeinde Adelheidsdorf setzt sich aus 13 Ratsfrauen und Ratsherren zusammen. Die Ratsmitglieder werden durch eine Kommunalwahl für jeweils fünf Jahre gewählt.
Bei der Kommunalwahl 2021 ergab sich folgende Sitzverteilung:
| Gemeinderat 2021Insgesamt 13 Sitze - SPD: 4 - Grüne: 2 - BfA: 1 - FDP: 1 - CDU: 5 |

Die letzten Kommunalwahlen ergaben die folgenden Sitzverteilungen:
| Wahljahr | CDU | SPD | Grüne | FDP | BfA 1 | WG | Blazek/Twelkem. 2 | Piraten | Skerra 3 | Gesamt   |
| -------- | --- | --- | ----- | --- | ----- | -- | ----------------- | ------- | -------- | -------- |
| 2021     | 5   | 4   | 2     | 1   | 1     | 0  | -                 | -       | -        | 13 Sitze |
| 2016     | 5   | 3   | 2     | 1   | 1     | 0  | -                 | 0       | 1        | 13 Sitze |
| 2013     | 6   | 4   | 0     | 0   | 1     | 0  | 2                 | 0       | 0        | 13 Sitze |
| 2011     | 6   | 4   | 0     | 0   | 2     | 1  | -                 | 0       | 0        | 13 Sitze |
| 2008     | 5   | 4   | 0     | 0   | 2     | 2  | -                 | 0       | 0        | 13 Sitze |
| 2006     | 5   | 6   | 0     | 0   | -     | 2  | -                 | 0       | 0        | 13 Sitze |
| 2001     | 6   | 5   | 0     | 0   | -     | 2  | -                 | 0       | 0        | 13 Sitze |

### Bürgermeisterin
Bürgermeisterin ist zurzeit Heike Behrens.

### Wappen
Das Wappen der Gemeinde zeigt zwei jeweils nahe dem Rand liegende weiße Längsstreifen sowie am Fuße des Wappenschildes zwei weiße Querstreifen auf grünem Grund. In der Schildmitte kreuzen sich ein Moorspaten und eine Hacke. Das Wappen stilisiert damit den Torfabbau und die grünen Wiesen der Gemeinde.
Blasonierung: „Das Wappen der Gemeinde Adelheidsdorf zeigt in Grün zwei schmale silberne Pfähle, in den Flanken ein Schildfuß mit zwei übereinander liegenden schmalen Balken vereint, im Freifeld gekreuzt Moorhacke (Twicke) und Spaten, beide mit goldenen Stielen.“

## Kultur und Sehenswürdigkeiten
Das Adelheidsdorfer Dorfleben wird geprägt von zahlreichen Vereinen und Verbänden. Neben dem Schützenverein, verschiedenen Sportvereinen, Landfrauenvereinen und einem Gemischten Chor gibt es u. a. eine DLRG-Ortsgruppe, einen DRK-Ortsverein, den Verkehrsverein in der Samtgemeinde Wathlingen und einen Verein für Freizeitreiter und -fahrer. Freiwillige Feuerwehren existieren in den Ortsteilen Adelheidsdorf und Großmoor, für die Jugendarbeit besteht eine gemeinsame Jugendfeuerwehr.

## Wirtschaft und Infrastruktur

### Verkehr
Straßenverkehr
Die Gemeinde liegt in der Nähe der Bundesstraße 3 zwischen Hannover und Celle. Um nach Celle zu gelangen, benötigt man sieben Minuten, für den Weg nach Hannover maximal eine halbe Stunde, da man bei Burgdorf Anschluss an die Bundesautobahn 37 hat und im weiteren Verlauf die ausgebaute B 3 und die B 6, den Messeschnellweg Hannovers, benutzen kann. In den Jahren 2006–2009 wurde der erste Abschnitt der geplanten Ostumgehung Celle gebaut. Seit dem Sommer 2009 ist die Streckenführung zwischen Celle und Hannover fertiggestellt, sodass Adelheidsdorf weitestgehend vom Durchgangsverkehr verschont wird. Seit der Öffnung der Ortsumgehung ist die Wohnqualität deutlich gestiegen, da die Naherholung und auch der Wohnwert deutlich verbessert sind.
Schienenverkehr
Durch die Gemeinde führt die Bahnstrecke Lehrte–Hamburg-Harburg, der nächste Bahnhof ist Ehlershausen (S-Bahn-Linien 6 und 7). Fernverkehrsanschlüsse bestehen in Celle (IC, einzelne ICE) und in Hannover (ICE, IC).
Außerdem tangiert die Bahnstrecke Hannover–Celle (auch „Hasenbahn“ genannt) die Gemeinde am Westrand des Ortsteils Dasselsbruch.
Buslinien
In Großmoor, Dasselsbruch und Adelheidsdorf Süd-West hält eine Buslinie von CeBus sowie in Adelheidsdorf Nord und Ost ebenfalls eine Buslinie (CeBus). Von der Gemeinde aus führen die Buslinien nach Celle.

### Kindergärten
Der Großmoorer Kindergarten ist eine der letzten Einrichtungen der Gemeinde Adelheidsdorf. Seit dem 7. September 1970 werden dort die Kinder aus Adelheidsdorf, Dasselsbruch und Großmoor betreut. Anfangs waren auch Kinder aus Ehlershausen darunter. Prominenter Kindergartenbesucher damals: der Rundfunkmoderator Hinnerk Baumgarten. Leiterin war von 1970 bis 2009 Inge Schrock, dann folgte Renate Ruthe, und seit 2011 leitet Sandra Höhle die Kindertagesstätte.

### Unternehmen
Der Autozulieferer Stankiewicz GmbH mit seinen weltweit 2100 Beschäftigten wurde 1945 gegründet. Bis 2006 gehörte das Unternehmen zur Continental AG, Hannover und wurde danach an den niederländischen Finanzinvestor Gilde Buy-Out Fund verkauft. Am 13. November 2008 wurde bekannt, dass mangels weiterer Kredite der Banken durch die Finanzkrise eine Insolvenz drohte. Am 29. Dezember 2008 wurde ein vorläufiges Insolvenzverfahren eröffnet. Im Juli 2009 übernahm der US-Konzern IAC Stankiewicz und fusionierte 2017 mit Shanghai Shenda zum Gemeinschaftsunternehmen Auria.

## Persönlichkeiten
- Angela Hoffmann (* 1957), Schriftstellerin, Übersetzerin, Biografin und Dozentin für Kreatives Schreiben
- Lars Lehnhoff (* 1986), zwischen 2004 und 2019 Außenspieler beim Handball-Bundesligisten TSV Hannover-Burgdorf
- Ernst Hartmut Reimerdes (* 1937), Professor für Lebensmittelchemie und Biotechnologie, Inhaber des Lehrstuhls für Lebensmittelchemie und -technologie der Universität/Gesamthochschule Wuppertal bis 1987 (lebt in Villette (Lavaux))[17]
- Heinrich Rostalski (* 1933), Ehrengemeindebrandmeister, Inhaber des Bundesverdienstkreuzes am Bande (2003), des Deutschen Feuerwehr-Ehrenkreuzes in Gold (1994) und der Sängernadel in Gold vom Deutschen Chorverband für 60 Jahre Singen im Chor (2008)

Persönlichkeiten, die vor Ort gewirkt haben
- Kurt Kühme (1885–1944), Offizier, Freikorpsführer sowie Politiker der NSDAP und SA-Obergruppenführer, siedelte mit dem Freikorps Kühme 1920 im Gebiet des heutigen Ortsteils Großmoor (Jägerheide)[18]
- Ernst Quietmeyer (* 16. Dezember 1815; † 29. Juni 1896), Lehrer in Adelheidsdorf 1834–1838, danach in Hannover, darauf Rendant der Spar- und Leihkasse des Landkreises Celle, bekannt durch Herausgabe von Lesebüchern für Töchter- und Bürgerschulen[19]
- Hildegard von Rheden (1895–1987), „Reichsbäuerin“ (ab 1934) und spätere niedersächsische DRP-Abgeordnete, verlebte ihre letzten Lebensjahre in Adelheidsdorf[20]